# Теньо Минчев
Теньо Минчев Тенев е бивш български футболист, дефанзивен полузащитник. Роден е в село Любеново, Старозагорско. Има 4 мача за „А“ националния отбор. Теньо Минчев е баща на Симеон Минчев.

## Футболна кариера
Започва кариерата си в Енергетик (Гълъбово) (1970-1972). Дълги години играе за тима на Берое (1972-1984, 1985/пр.-1987). С отбора на Берое е шампион на България през 1986 (когато е и капитан на тима), бронзов медалист през 1972, финалист за Купата на Съветската армия през 1973, 1979 и 1980 и двукратен носител на Балканската клубна купа през 1983 и 1984 г. За Берое има 11 мача в евротурнирите (2 за КЕШ, 5 за КНК и 4 за купата на УЕФА).
През 1984 г. и през 1987-1988 носи екипа и на Локомотив (Стара Загора).
През 1986 г. интерес към него проявява тима на съветския Криля Советов (Куйбишев), но тогава на Берое предстои участие в Евротурнирите и клубът не се разделя с капитана си. Все пак през август 1988 г. председателят на областния спортен комитет в Куйбишев Владимир Заворин успява да договори трансфера на Минчев в Криля. Така Теньо става първият чуждестранен футболист в Съветското първенство. Първия си мач за новия клуб защитникът записва на 23 януари 1989 г. За 1 сезон записва 39 мача във всички турнири и отбелязва 2 гола. Скоро обаче прекратява кариерата си поради травми.

## Треньорска кариера
Бивш треньор на Локомотив (Стара Загора), Розова долина, Берое, Тракия (Коларово). Преподава в Руската гимназия в Стара Загора.